# ポール・イングル
ポール・イングル（英語: Paul Ingle, 1972年6月22日 - ）は、イギリスの男性プロボクサー。イングランド・ノース・ヨークシャーのスカーブラ出身。元IBF世界フェザー級王者。1992年のバルセロナオリンピックに出場している(2回戦敗退)。愛称はヨークシャーの狙撃手（Yorkshire Hunter）。脳血栓のため28歳で引退した。

## 来歴
イングルは1992年バルセロナオリンピックにボクシングフライ級で出場。初戦は9-7の僅差判定勝ちだったが、2回戦はこの大会で金メダルを獲得する崔鉄洙に12-13の僅差判定負けで敗退した。
1994年3月23日、プロに転向したイングルはフェザー級でデビュー戦に登場し、3回2分59秒KO勝ちで白星でデビューを飾った。
1997年1月11日、ロンドンのヨーク・ホールでBBBofC英国フェザー級王者コリー・マクミランと対戦し8回1分42秒TKO勝ちで王座獲得に成功した。
1997年4月28日、ヨークシャーのアイス・アリーナでマイケル・アリディスと対戦し、11回終了時棄権で初防衛に成功した。
1997年10月11日、シェフィールドのシェフィールド・アリーナでコモンウェルスイギリス連邦フェザー級王者ジョン・ジョー・イルウィンとイングルが持っているBBBofC英国フェザー級王座の統一戦を行い、8回終了時棄権でコモンウェルス王座獲得とBBBofC英国王座2度目の防衛に成功した。
1998年3月28日、トラスト・ヌドロフと対戦し12回120-109の判定勝ちでコモンウェルス王座初防衛に成功した。
1998年8月8日、IBFインターコンチネンタルフェザー級王者ラクヒム・ミンガレエブと対戦し4回2分53秒KO勝ちで王座獲得に成功した。
1998年9月26日、EBUヨーロッパフェザー級王者ビリー・ハラディと王座統一戦を行い、8回2分53秒TKO勝ちでEBU王座獲得とコモンウェルス王座2度目の防衛に成功した。
1999年4月10日、マンチェスターのマンチェスター・イブニング・ニュース・アリーナでWBO世界フェザー級王者ナジーム・ハメドと対戦。全勝決戦は開始から激しい打撃戦になり、最後の最後まで打ち合う一戦になり、ハメドの独特なスタイルをあと少しで崩すところだった。だが終盤にダウンを奪われて11回45秒TKO負けでキャリア初黒星を喫し王座獲得に失敗した。
1999年11月13日、ヨークシャーのK.C.スポーツ・アリーナでIBF世界フェザー級王者マヌエル・メディナと対戦し2回に2度ダウンを奪いメディナをKO寸前まで追い詰めると、10回にダウンをもう１つ追加。しかしイングルも最終12回にダウンを奪われるなど終始ダウンの応酬で激しい打撃戦になった。試合はそのまま採点になり12回3-0(118-107、114-110、113-111)の判定勝ちで王座獲得に成功した。
2000年4月29日、アメリカデビュー。ニューヨークのマディソン・スクエア・ガーデンで2階級制覇王者でIBO世界フェザー級王者ジュニア・ジョーンズと対戦。試合前の評判は圧倒的にジョーンズが有利と伝えられた。終始打撃戦になり試合のスコアもややジョーンズ有利に進み、11回一気にラッシュを賭けるとジョーンズをそのままレフェリーストップがかかり試合終了。11回1分16秒逆転TKO勝ちで初防衛とIBO王座獲得に成功した。
2000年12月16日、元IBF世界バンタム級王者ムブレロ・ボティーレと対戦。前回同様激しい激闘になり打撃戦になった。しかし11回にダウンを奪われると、12回に右フックをもらい痛烈なダウンを喫しそのままレフェリーがストップして試合終了。12回20秒TKO負けで2度目の防衛に失敗し王座から陥落した。ボティーレはこの勝利で2階級制覇を達成した。試合後意識を失ったイングルは病院に搬送。脳血栓ですぐさま脳から血栓を取り除く手術を受けた。数日間集中治療室で療養とリハビリを続け無事に障害を残すことなく退院。この事故が原因となりイングルは28歳で現役を引退した。
現在はトレーナーとして怪我の経験に基づいた指導をしている。

## 獲得タイトル
- BBBofC英国フェザー級王座
- コモンウェルスイギリス連邦フェザー級王座
- IBFインターコンチネンタルフェザー級王座
- EBUヨーロッパフェザー級王座
- 第12代IBF世界フェザー級王座（防衛1）
- IBO世界フェザー級王座（防衛0=返上）